# Parti polonais
Le parti polonais représente la minorité polonaise au Reichstag de 1871 à 1918. Une coalition d'hommes politiques polonais existe au parlement de l'État prussien depuis 1849. Elle est déjà appelée Parti polonais au moins depuis les années 1850.

## Structure
Un club polonais existe déjà depuis 1849 au sein du parlement prussien. Depuis 1856, il se dote d'un statut de groupe parlementaire. Pour les quelque trois millions de citoyens allemands de langue maternelle polonaise, le groupe polonais représente leurs intérêts au Reichstag depuis 1871. Les groupes parlementaires du Reichstag et du parlement prussien travaillent en étroite collaboration et suivent généralement une ligne commune. Au sein des groupes parlementaires, le principe de l'unanimité s'applique.
L'essentiel de l'électorat vit dans les provinces prussiennes de Posnanie, de Prusse-Occidentale et de Haute-Silésie. Le nombre de mandats varie entre 13 en 1887 et 20 en 1903.
Le parti s'oppose notamment contre la politique anti-polonaise et les tentatives de germanisation sous l'Empire allemand.
À l'intérieur, la composition du groupe parlementaire change. Alors qu'au début, les grands propriétaires terriens nobles et le clergé catholique dominent, les hommes politiques bourgeois d'orientation polono-nationale et démocratique occupent de plus en plus le devant de la scène après 1900..

## Relation avec d'autres groupes politiques
Le groupe parlementaire est étroitement lié au Zentrum. Cependant, il y a des différences dès le départ. Lors de la fondation de l'Empire, le parti polonais rejette l'intégration des anciennes régions polonaises dans l'Empire. Parfois, cependant, il y a une coopération avec les libéraux de gauche contre la politique de cartel des nationaux-libéraux et des conservateurs, il y a parfois une collaboration avec les libéraux de gauche. À partir des années 1890, le parti polonais et le Zentrum en Haute-Silésie se trouvent en situation de concurrence. Depuis lors, les députés locaux se sont davantage ralliés au parti polonais qu'à celle du centre, en particulier depuis 1903. Wojciech Korfanty, initialement membre du Zentrum, est le premier député à devenir député du Reichstag avec un mandat du Parti national-démocrate polonais (de) pour la circonscription de Kattowitz-Zabrze, 1903-1912.
D'autre part, un « camp allemand », incluant les libéraux de gauche, commence à se former après le tournant du siècle dans des régions mixtes, et réussit à gagner des mandats grâce à des accords électoraux avec les libéraux nationaux et les conservateurs.

## Évolution politique
Dans les premiers temps, le parti est globalement loyale à la monarchie et agit de manière plutôt défensive. Cette attitude commence à passer au second plan avec le durcissement de la politique de germanisation sous Otto von Bismarck, en particulier à partir de 1885/86. La politique de germanisation, par exemple sur la question linguistique, la création de la commission d'établissement ou l'expulsion de nombreux Polonais contribuent involontairement à renforcer la conscience nationale polonaise. À l'époque du chancelier Leo von Caprivi, qui suit une politique modérée en Pologne. Józef von Kościelski (de) tente même de transformer les factions polonaises en partisans des gouvernements de Prusse et de l'Empire. À partir de 1896, la politique anti-polonaise s'intensifie à nouveau.
De 1889 à 1918, Ferdinand von Radziwill est président du groupe parlementaire. Son attitude générale de fidélité à l'État perd de son influence au fil du temps au profit d'une attitude nationale.